# Gloria Olive
Gloria Olive   (Nova York, 8 de juny de 1923 - Dunedin, 17 d'abril de 2006) va ser una matemàtica estatunidenca.

## Vida i obra
Olive va néixer a Nova York filla d'immigrants de l'est d'Europa. El 1930 la família es va traslladar a Brighton Beach (sud de Brooklyn), on la noia jugava més a pilota que estudiava. Després d'acabar els estudis secundaris el 1940 a l'institut Abraham Lincoln de Brooklyn, va ingressar al Brooklyn College en el qual es va graduar en matemàtiques el 1944.
A continuació va ser professora de forma successiva a diferents institucions universitàries com la universitat de Wisconsin (1944-1946), en la qual també va obtenir el màster, la universitat d'Arizona (1946-1948), la universitat estatl d'Idaho (1948-1950) i la universitat Estatal d'Oregon (1950-1951). El curs següent va deixar l'ensenyament per a fer de criptoanalista al Departament de Defensa dels Estats Units i el 1952 es va incorporar a l'Anderson College, en el qual va romandre fins al 1968.
El 1963 va rebre el doctorat a la universitat estatal d'Oregon pel seu treball sobre potències generalitzades, tema en el que va continuar treballant la resta de la seva vida. El qui havia estat tutor de la seva tesi, C.C. MacDuffee, havia mort el 1961 i el seu director oficial va ser Arvid Lonseth.
Després de quatre anys com professora a la universitat de Wisconsin a Superior, el 1972 va ser contractada per la universitat d'Otago a Nova Zelanda, en la qual va romandre fins que es va retirar el 1989 i es va quedar a viure a Dunedin, on va morir el 2006.
El 1971, juntament amb Joanne Darken, Mary W. Gray, Judy Green, Diane Laison, Lenore Blum i Annie Selden, van iniciar al moviment que portaria a la fundació de la AWM (Association for Women in Mathematics) aquell mateix any.
El 1973 va publicar el llibre pel qual és més recordada: Mathematics for Liberal Arts Students, que va escriure mentre era a Wisconsin-Superior.